# Campeonato Brasileño de Fútbol 1980
El Campeonato Brasileño de Serie A 1980 o Copa de Oro 1980, fue la 25ª edición del Campeonato Brasileño de Serie A. El torneo se extendió desde el 23 de febrero de 1980 hasta el 1 de junio del corriente año. El club Flamengo de Río de Janeiro ganó el campeonato, el primer título a nivel nacional del club.
Previo al inicio del torneo los clubes más tradicionales comenzaron a presionar a la Confederación Brasileña de Fútbol (CBF) para reformar el Campeonato Brasileño, que había ido creciendo año tras año en el número de participantes, alcanzando un récord de 94 clubes en el año anterior.
Por último, la CBF decidió dividir la liga en tres divisiones: la Copa de Oro (con los 40 clubes más fuertes de la época), la Copa de Plata y la Copa de Bronce. Los 4 mejores equipos clasificados en la primera fase de la Copa de Plata, competirían en la segunda fase de la Copa de Oro. Los otros equipos de la Copa de Plata permanecen en su competencia, y compiten por el título del torneo, y también por dos plazas para la Copa de Oro 1981, cupos que alcanzaron el Londrina y el CSA Alagoas.

## Sistema de competición
Primera fase: 40 clubes participantes son divididos en cuatro grupos de diez equipos cada uno, clasificando los siete primeros de cada zona a segunda fase.
Segunda fase: A los 28 clubes clasificados de primera fase, se suman 4 clubes de la Copa de Plata. Los 32 clubes se dividen en ocho grupos de cuatro equipos cada uno, clasificando los dos primeros de cada grupo a tercera fase.
Tercera fase: Cuatro grupos de cuatro equipos cada uno, el ganador de cada zona accede a las semifinales del campeonato.
Fase final: Semifinales y final a doble partido.

## Primera fase

### Grupo A
| Pos | Equipo      | Pts | PJ | PG | PE | PP | GF | GC | Dif |
| --- | ----------- | --- | -- | -- | -- | -- | -- | -- | --- |
| 1   | Botafogo    | 15  | 9  | 7  | 1  | 1  | 18 | 8  | +10 |
| 2   | Corinthians | 10  | 9  | 4  | 2  | 3  | 16 | 10 | +6  |
| 3   | Colorado    | 10  | 9  | 4  | 2  | 3  | 9  | 10 | -1  |
| 4   | Remo        | 10  | 9  | 4  | 2  | 3  | 6  | 8  | -2  |
| 5   | Cruzeiro    | 10  | 9  | 3  | 4  | 2  | 9  | 9  | 0   |
| 6   | Joinville   | 9   | 9  | 3  | 3  | 3  | 15 | 9  | +6  |
| 7   | Bahia       | 8   | 9  | 3  | 2  | 4  | 10 | 9  | +1  |
| 8   | Operário-MS | 8   | 9  | 3  | 2  | 4  | 8  | 12 | -4  |
| 9   | CRB Alagoas | 5   | 9  | 2  | 1  | 6  | 9  | 13 | -4  |
| 10  | Portuguesa  | 5   | 9  | 2  | 1  | 6  | 7  | 19 | -12 |

### Grupo B
| Pos | Equipo                 | Pts | PJ | PG | PE | PP | GF | GC | Dif |
| --- | ---------------------- | --- | -- | -- | -- | -- | -- | -- | --- |
| 1   | Atlético Mineiro       | 15  | 9  | 7  | 1  | 1  | 22 | 7  | +15 |
| 2   | Fluminense             | 12  | 9  | 4  | 4  | 1  | 18 | 10 | +8  |
| 3   | Palmeiras              | 11  | 9  | 4  | 3  | 2  | 16 | 7  | +9  |
| 4   | Ceará                  | 9   | 9  | 3  | 3  | 3  | 13 | 11 | +2  |
| 5   | Guarani de Campinas    | 9   | 9  | 3  | 3  | 3  | 9  | 7  | +2  |
| 6   | Vitória                | 9   | 9  | 3  | 3  | 3  | 16 | 17 | -1  |
| 7   | Desportiva Ferroviária | 8   | 9  | 3  | 2  | 4  | 10 | 14 | -4  |
| 8   | América de Natal       | 7   | 9  | 1  | 5  | 3  | 6  | 18 | -12 |
| 9   | Vila Nova              | 6   | 9  | 2  | 2  | 5  | 5  | 15 | -10 |
| 10  | Flamengo-PI            | 4   | 9  | 1  | 2  | 6  | 9  | 18 | -9  |

### Grupo C
| Pos | Equipo         | Pts | PJ | PG | PE | PP | GF | GC | Dif |
| --- | -------------- | --- | -- | -- | -- | -- | -- | -- | --- |
| 1   | Santos         | 15  | 9  | 7  | 1  | 1  | 17 | 5  | +12 |
| 2   | Flamengo       | 13  | 9  | 5  | 3  | 1  | 16 | 7  | +9  |
| 3   | Botafogo-PB    | 11  | 9  | 5  | 1  | 3  | 14 | 16 | -2  |
| 4   | Internacional  | 10  | 9  | 5  | 0  | 4  | 13 | 10 | +3  |
| 5   | Ponte Preta    | 10  | 9  | 4  | 2  | 3  | 20 | 11 | +9  |
| 6   | Ferroviário-CE | 8   | 9  | 2  | 4  | 3  | 9  | 10 | -1  |
| 7   | Náutico Recife | 7   | 9  | 2  | 3  | 4  | 12 | 14 | -2  |
| 8   | Itabaiana      | 6   | 9  | 3  | 0  | 6  | 10 | 22 | -12 |
| 9   | Mixto          | 5   | 9  | 2  | 1  | 6  | 11 | 18 | -7  |
| 10  | São Paulo-RS   | 5   | 9  | 1  | 3  | 5  | 6  | 15 | -9  |

### Grupo D
| Pos | Equipo             | Pts | PJ | PG | PE | PP | GF | GC | Dif |
| --- | ------------------ | --- | -- | -- | -- | -- | -- | -- | --- |
| 1   | Coritiba           | 12  | 9  | 5  | 2  | 2  | 16 | 11 | +5  |
| 2   | Grêmio             | 12  | 9  | 4  | 4  | 1  | 18 | 8  | +10 |
| 3   | São Paulo          | 12  | 9  | 4  | 4  | 1  | 17 | 10 | +7  |
| 4   | Vasco da Gama      | 11  | 9  | 5  | 1  | 3  | 12 | 7  | +5  |
| 5   | Santa Cruz Recife  | 11  | 9  | 4  | 3  | 2  | 12 | 10 | +2  |
| 6   | Atlético Goianense | 11  | 9  | 3  | 5  | 1  | 11 | 7  | +4  |
| 7   | América-RJ         | 6   | 9  | 2  | 2  | 5  | 9  | 11 | -2  |
| 8   | Gama               | 6   | 9  | 1  | 4  | 4  | 9  | 18 | -9  |
| 9   | Nacional-AM        | 5   | 9  | 1  | 3  | 5  | 4  | 15 | -11 |
| 10  | Maranhão           | 4   | 9  | 0  | 4  | 5  | 3  | 14 | -11 |

## Segunda fase
- Clasifican los 2 primeros de cada grupo a tercera fase.

### Grupo E
| Pos | Equipo         | Pts | PJ | PG | PE | PP | GF | GC | Dif |
| --- | -------------- | --- | -- | -- | -- | -- | -- | -- | --- |
| 1   | Vasco da Gama  | 10  | 6  | 4  | 2  | 0  | 16 | 5  | +11 |
| 2   | Corinthians    | 9   | 6  | 4  | 1  | 1  | 19 | 9  | +10 |
| 3   | Náutico Recife | 3   | 6  | 1  | 1  | 4  | 5  | 9  | -4  |
| 4   | Vitória        | 2   | 6  | 1  | 0  | 5  | 3  | 10 | -17 |

### Grupo F
| Pos | Equipo    | Pts | PJ | PG | PE | PP | GF | GC | Dif |
| --- | --------- | --- | -- | -- | -- | -- | -- | -- | --- |
| 1   | São Paulo | 9   | 6  | 3  | 3  | 0  | 15 | 8  | +7  |
| 2   | Botafogo  | 7   | 6  | 3  | 1  | 2  | 11 | 9  | +2  |
| 3   | Ceará     | 4   | 6  | 1  | 2  | 3  | 7  | 11 | -4  |
| 4   | Americano | 4   | 6  | 1  | 2  | 3  | 2  | 7  | -5  |

### Grupo G
| Pos | Equipo             | Pts | PJ | PG | PE | PP | GF | GC | Dif |
| --- | ------------------ | --- | -- | -- | -- | -- | -- | -- | --- |
| 1   | Internacional      | 10  | 6  | 5  | 0  | 1  | 19 | 6  | +13 |
| 2   | Atlético Mineiro   | 10  | 6  | 5  | 0  | 1  | 15 | 5  | +10 |
| 3   | Atlético Goianense | 2   | 6  | 1  | 0  | 5  | 5  | 16 | -11 |
| 4   | Bahia              | 2   | 6  | 1  | 0  | 5  | 5  | 17 | -12 |

### Grupo H
| Pos | Equipo       | Pts | PJ | PG | PE | PP | GF | GC | Dif |
| --- | ------------ | --- | -- | -- | -- | -- | -- | -- | --- |
| 1   | Cruzeiro     | 10  | 6  | 4  | 2  | 0  | 10 | 2  | +8  |
| 2   | Fluminense   | 7   | 6  | 2  | 3  | 1  | 9  | 6  | +3  |
| 3   | Sport Recife | 4   | 6  | 1  | 2  | 3  | 5  | 8  | -3  |
| 4   | Botafogo-PB  | 3   | 6  | 0  | 3  | 3  | 4  | 12 | -8  |

### Grupo I
| Pos | Equipo              | Pts | PJ | PG | PE | PP | GF | GC | Dif |
| --- | ------------------- | --- | -- | -- | -- | -- | -- | -- | --- |
| 1   | Santos              | 7   | 6  | 3  | 1  | 2  | 9  | 5  | +4  |
| 2   | Guarani de Campinas | 6   | 6  | 2  | 2  | 2  | 5  | 6  | -1  |
| 3   | América-RJ          | 6   | 6  | 2  | 2  | 2  | 5  | 6  | -1  |
| 4   | Joinville           | 5   | 6  | 1  | 3  | 2  | 5  | 7  | -2  |

### Grupo J
| Pos | Equipo            | Pts | PJ | PG | PE | PP | GF | GC | Dif |
| --- | ----------------- | --- | -- | -- | -- | -- | -- | -- | --- |
| 1   | Flamengo          | 10  | 6  | 4  | 2  | 0  | 15 | 6  | +9  |
| 2   | Palmeiras         | 6   | 6  | 2  | 2  | 2  | 10 | 13 | -3  |
| 3   | Santa Cruz Recife | 5   | 6  | 1  | 3  | 2  | 8  | 7  | +1  |
| 4   | Bangu             | 3   | 6  | 1  | 1  | 4  | 6  | 13 | -7  |

### Grupo K
| Pos | Equipo                 | Pts | PJ | PG | PE | PP | GF | GC | Dif |
| --- | ---------------------- | --- | -- | -- | -- | -- | -- | -- | --- |
| 1   | Coritiba               | 10  | 6  | 4  | 2  | 0  | 17 | 3  | +14 |
| 2   | Desportiva Ferroviária | 7   | 6  | 3  | 1  | 2  | 8  | 14 | -6  |
| 3   | Remo                   | 5   | 6  | 2  | 1  | 3  | 8  | 6  | +2  |
| 4   | Ferroviário-CE         | 2   | 6  | 0  | 2  | 4  | 4  | 14 | -10 |

### Grupo L
| Pos | Equipo      | Pts | PJ | PG | PE | PP | GF | GC | Dif |
| --- | ----------- | --- | -- | -- | -- | -- | -- | -- | --- |
| 1   | Grêmio      | 10  | 6  | 5  | 0  | 1  | 13 | 5  | +8  |
| 2   | Ponte Preta | 8   | 6  | 4  | 0  | 2  | 8  | 6  | +2  |
| 3   | Colorado    | 4   | 6  | 2  | 0  | 4  | 9  | 7  | +2  |
| 4   | América-SP  | 2   | 6  | 1  | 0  | 5  | 6  | 18 | -12 |

## Tercera fase
- Clasifica el ganador de cada grupo a semifinales.

### Grupo M
| Pos | Equipo           | Pts | PJ | PG | PE | PP | GF | GC | Dif |
| --- | ---------------- | --- | -- | -- | -- | -- | -- | -- | --- |
| 1   | Atlético Mineiro | 4   | 3  | 1  | 2  | 0  | 2  | 0  | +2  |
| 2   | Vasco da Gama    | 4   | 3  | 1  | 2  | 0  | 3  | 2  | +1  |
| 3   | São Paulo        | 3   | 3  | 1  | 1  | 1  | 4  | 4  | 0   |
| 4   | Fluminense       | 1   | 3  | 0  | 1  | 2  | 3  | 6  | -3  |

### Grupo N
| Pos | Equipo              | Pts | PJ | PG | PE | PP | GF | GC | Dif |
| --- | ------------------- | --- | -- | -- | -- | -- | -- | -- | --- |
| 1   | Internacional       | 6   | 3  | 3  | 0  | 0  | 5  | 2  | +3  |
| 2   | Guarani de Campinas | 3   | 3  | 1  | 1  | 1  | 3  | 2  | +1  |
| 3   | Palmeiras           | 2   | 3  | 0  | 2  | 1  | 1  | 2  | -1  |
| 4   | Cruzeiro            | 1   | 3  | 0  | 1  | 2  | 0  | 3  | -3  |

### Grupo O
| Pos | Equipo                 | Pts | PJ | PG | PE | PP | GF | GC | Dif |
| --- | ---------------------- | --- | -- | -- | -- | -- | -- | -- | --- |
| 1   | Flamengo               | 5   | 3  | 2  | 1  | 0  | 6  | 1  | +5  |
| 2   | Santos                 | 3   | 3  | 1  | 1  | 1  | 3  | 2  | +1  |
| 3   | Desportiva Ferroviária | 3   | 3  | 1  | 1  | 1  | 2  | 4  | -2  |
| 4   | Ponte Preta            | 1   | 3  | 0  | 1  | 2  | 2  | 6  | -4  |

### Grupo P
| Pos | Equipo      | Pts | PJ | PG | PE | PP | GF | GC | Dif |
| --- | ----------- | --- | -- | -- | -- | -- | -- | -- | --- |
| 1   | Coritiba    | 4   | 3  | 2  | 0  | 1  | 2  | 1  | +1  |
| 2   | Grêmio      | 4   | 3  | 2  | 0  | 1  | 2  | 5  | -3  |
| 3   | Corinthians | 3   | 3  | 1  | 1  | 1  | 6  | 2  | +4  |
| 4   | Botafogo    | 1   | 3  | 0  | 1  | 2  | 1  | 3  | -2  |

## Fase Final
|  | Semifinal        | Semifinal        | Semifinal | Semifinal | Semifinal |   |                  | Final            | Final | Final | Final | Final |
|  |                  |                  |           |           |           |   |                  |                  |       |       |       |       |
|  | Atlético Mineiro | Atlético Mineiro | 1         | 3         | 4         |   |                  |                  |       |       |       |       |
|  | Internacional    | Internacional    | 1         | 0         | 1         |   |                  |                  |       |       |       |       |
|  |                  |                  |           |           |           |   | Atlético Mineiro | Atlético Mineiro | 1     | 2     | 3     |       |
|  |                  | Flamengo         | Flamengo  | 0         | 3         | 3 |                  |                  |       |       |       |       |
|  | Coritiba         | Coritiba         | 3         | 0         | 3         |   |                  |                  |       |       |       |       |
|  | Flamengo         | Flamengo         | 2         | 4         | 6         |   |                  |                  |       |       |       |       |

### Semifinales
| 21 de mayo de 1980 | Atlético Mineiro | 1 – 1 | Internacional | Estadio Mineirão, Belo Horizonte,                               |                                                                 |
|                    | Reinaldo 40'     |       | Cléo 53'      | Asistencia: 63,633 espectadores Árbitro(s): José Roberto Wright | Asistencia: 63,633 espectadores Árbitro(s): José Roberto Wright |

| 25 de mayo de 1980 | Internacional | 0 – 3 | Atlético Mineiro             | Estadio Beira Rio, Porto Alegre,                                  |                                                                   |
|                    |               |       | Reinaldo 17' · Éder 45', 90' | Asistencia: 59,087 espectadores Árbitro(s): Roberto Nunes Morgado | Asistencia: 59,087 espectadores Árbitro(s): Roberto Nunes Morgado |

| 21 de mayo de 1980 | Coritiba | 0 – 2 | Flamengo      | Estadio Couto Pereira, Curitiba,                                 |                                                                  |
|                    |          |       | Zico 24', 59' | Asistencia: 58,311 espectadores Árbitro(s): José de Assis Aragão | Asistencia: 58,311 espectadores Árbitro(s): José de Assis Aragão |

| 25 de mayo de 1980 | Flamengo                                          | 4 – 3 | Coritiba                                        | Estadio Maracanã, Río de Janeiro,                                      |                                                                        |
|                    | Nunes 32', 36' · Carlos Alberto 39' · Anselmo 72' |       | Vilson Tadei 20' · Aladim 29' · Luís Freire 89' | Asistencia: 87,934 espectadores Árbitro(s): Carlos Sérgio Rosa Martins | Asistencia: 87,934 espectadores Árbitro(s): Carlos Sérgio Rosa Martins |

### Final
| 28 de mayo de 1980 | Atlético Mineiro | 1 – 0 | Flamengo | Estadio Mineirão, Belo Horizonte,                                |                                                                  |
|                    | Reinaldo 55'     |       |          | Asistencia: 90,028 espectadores Árbitro(s): Romualdo Arppi Filho | Asistencia: 90,028 espectadores Árbitro(s): Romualdo Arppi Filho |

| 1 de junio de 1980 | Flamengo                 | 3 – 2 | Atlético Mineiro | Estadio Maracanã, Río de Janeiro,                                 |                                                                   |
|                    | Nunes 7', 82' · Zico 44' |       | Reinaldo 8', 66' | Asistencia: 154,355 espectadores Árbitro(s): José de Assis Aragão | Asistencia: 154,355 espectadores Árbitro(s): José de Assis Aragão |

- A pesar de la igualdad en la suma de resultados, el Flamengo fue campeón por tener mejor campaña en ronda de semifinales (dos victorias contra el Coritiba) que el Atlético Mineiro (victoria y empate contra el Internacional).
- Flamengo y Atlético Mineiro, campeón y subcampeón respectivamente, clasifican a Copa Libertadores 1981.

|                                      |
| Bandera del estado de Río de Janeiro |
| Campeón C. R. Flamengo 1.er título   |

## Posiciones finales
- Dos puntos por victoria.
| Pos | Equipo                 | Pts | PJ | PG | PE | PP | GF | GC | Dif |
| --- | ---------------------- | --- | -- | -- | -- | -- | -- | -- | --- |
| 1   | Flamengo               | 34  | 22 | 14 | 6  | 2  | 46 | 20 | 26  |
| 2   | Atlético Mineiro       | 34  | 22 | 15 | 4  | 3  | 46 | 16 | 30  |
| 3   | Internacional          | 27  | 20 | 13 | 1  | 6  | 38 | 22 | 16  |
| 4   | Coritiba               | 26  | 20 | 11 | 4  | 5  | 38 | 21 | 17  |
| 5   | Corinthians            | 27  | 18 | 12 | 3  | 3  | 43 | 19 | 24  |
| 6   | Grêmio                 | 26  | 18 | 11 | 4  | 3  | 33 | 18 | 15  |
| 7   | Santos                 | 25  | 18 | 11 | 3  | 4  | 29 | 12 | 17  |
| 8   | Vasco da Gama          | 25  | 18 | 10 | 5  | 3  | 31 | 14 | 17  |
| 9   | São Paulo              | 24  | 18 | 8  | 8  | 2  | 36 | 22 | 14  |
| 10  | Cruzeiro               | 21  | 18 | 7  | 7  | 4  | 19 | 14 | 5   |
| 11  | Fluminense             | 20  | 18 | 6  | 8  | 4  | 30 | 22 | 8   |
| 12  | Ponte Preta            | 19  | 18 | 8  | 3  | 7  | 30 | 23 | 7   |
| 13  | Palmeiras              | 19  | 18 | 6  | 7  | 5  | 27 | 22 | 5   |
| 14  | Botafogo               | 18  | 18 | 7  | 4  | 7  | 28 | 22 | 6   |
| 15  | Desportiva Ferroviária | 18  | 18 | 7  | 4  | 7  | 20 | 32 | -12 |
| 16  | Guarani de Campinas    | 18  | 18 | 6  | 6  | 6  | 17 | 15 | 2   |
| 17  | Santa Cruz Recife      | 16  | 15 | 5  | 6  | 4  | 20 | 17 | 3   |
| 18  | Remo                   | 15  | 15 | 6  | 3  | 6  | 14 | 14 | 0   |
| 19  | Colorado               | 14  | 15 | 6  | 2  | 7  | 18 | 17 | 1   |
| 20  | Botafogo-PB            | 14  | 15 | 5  | 4  | 6  | 18 | 28 | -10 |
| 21  | Joinville              | 14  | 15 | 4  | 6  | 5  | 20 | 16 | 4   |
| 22  | Ceará                  | 13  | 15 | 4  | 5  | 6  | 20 | 22 | -2  |
| 23  | Atlético Goianense     | 13  | 15 | 4  | 5  | 6  | 16 | 23 | -7  |
| 24  | América-RJ             | 12  | 15 | 4  | 4  | 7  | 14 | 17 | -3  |
| 25  | Vitória                | 11  | 15 | 4  | 3  | 8  | 19 | 37 | -18 |
| 26  | Bahia                  | 10  | 15 | 4  | 2  | 9  | 15 | 26 | -11 |
| 27  | Náutico Recife         | 10  | 15 | 3  | 4  | 8  | 17 | 23 | -6  |
| 28  | Ferroviário-CE         | 10  | 15 | 2  | 6  | 7  | 13 | 24 | -11 |
| 29  | Sport Recife           | 4   | 6  | 1  | 2  | 3  | 5  | 8  | -3  |
| 30  | Americano              | 4   | 6  | 1  | 2  | 3  | 2  | 7  | -5  |
| 31  | Bangu                  | 3   | 6  | 1  | 1  | 4  | 6  | 13 | -7  |
| 32  | América-SP             | 2   | 6  | 1  | 0  | 5  | 6  | 18 | -12 |
| 33  | Operário-MS            | 8   | 9  | 3  | 2  | 4  | 8  | 12 | -4  |
| 34  | América de Natal       | 7   | 9  | 1  | 5  | 3  | 6  | 18 | -12 |
| 35  | Itabaiana              | 6   | 9  | 3  | 0  | 6  | 10 | 22 | -12 |
| 36  | Vila Nova-GO           | 6   | 9  | 2  | 2  | 5  | 5  | 15 | -10 |
| 37  | Gama                   | 6   | 9  | 1  | 4  | 4  | 9  | 18 | -9  |
| 38  | CRB Alagoas            | 5   | 9  | 2  | 1  | 6  | 9  | 13 | -4  |
| 39  | Mixto                  | 5   | 9  | 2  | 1  | 6  | 11 | 18 | -7  |
| 40  | Portuguesa             | 5   | 9  | 2  | 1  | 6  | 7  | 19 | -12 |
| 41  | São Paulo-RS           | 5   | 9  | 1  | 3  | 5  | 6  | 15 | -9  |
| 42  | Nacional-AM            | 5   | 9  | 1  | 3  | 5  | 4  | 15 | -11 |
| 43  | Flamengo-PI            | 4   | 9  | 1  | 2  | 6  | 9  | 18 | -9  |
| 44  | Maranhão               | 4   | 9  | 0  | 4  | 5  | 3  | 14 | -11 |

## Goleadores
| Pos. | Jugador          | Club             | Goles |
| ---- | ---------------- | ---------------- | ----- |
| 1    | Zico             | Flamengo         | 21    |
| 2    | Baltazar         | Gremio           | 14    |
| 2    | Bira             | Internacional    | 14    |
| 4    | Sócrates         | Corinthians      | 13    |
| 5    | Serginho Chulapa | San Paulo        | 12    |
| 6    | Freitas          | Coritiba         | 11    |
| 6    | Reinaldo         | Atlético Mineiro | 11    |
| 7    | Botelho          | Desportiva       | 10    |
| 7    | Éder             | Atlético Mineiro | 10    |
| 7    | Geraldão         | Corinthians      | 10    |
| 7    | Zé Carlos        | Joinville        | 10    |